# Urocarpidium pentandrum
Urocarpidium pentandrum là một loài thực vật có hoa trong họ Cẩm quỳ. Loài này được (K. Schum.) Krapov. miêu tả khoa học đầu tiên năm 1954.